# Comuna Danîlivka, Mena
Danîlivka (în ucraineană Данилівка) este o comună în raionul Mena, regiunea Cernihiv, Ucraina, formată din satele Danîlivka (reședința) și Vesele.

## Demografie
Componența lingvistică a comunei Danîlivka
     Ucraineană (94,48%)
     Rusă (4,79%)
Conform recensământului din 2001, majoritatea populației comunei Danîlivka era vorbitoare de ucraineană (94,48%), existând în minoritate și vorbitori de rusă (4,79%).